# Claude Plumail
Claude Plumail est un dessinateur de bande dessinée français né à Grenoble en 1957.

## Biographie
Il a débuté dans les fanzines, puis travaillé pour la publicité avant de se consacrer à la bande dessinée. Il travaille également en parallèle pour l'animation.
Il a travaillé durant sa carrière avec de nombreux auteurs : Julio Ribera sur Le Vagabond des Limbes (il est explicitement crédité pour les décors), Serge Pradier pour Mythologias et Le Sortilège des Rhûnes, Rodolphe pour Das Reich, Christian Godard pour Le Cybertueur puis Dédales. Il a également signé quelques scénarios mais est surtout dessinateur.
À partir de 2015, avec l'historien Jean-Yves Le Naour, Plumail entame une série de bande dessinée historique et biographique sur Charles de Gaulle et publiée chez Bamboo dans la collection « Grand Angle ». La fondation Charles de Gaulle prête son concours aux auteurs.

## Publications
- La Chasse, scénario de Djaz publié en couleurs directes dans "USA Magazine" (1987)

- série Das Reich, scénario de Rodolphe, chez Soleil.
  1. Citadel (1996)
  2. Route des Svatiskas (1997)

- série Le Cybertueur, scénario de Christian Godard, chez Glénat Collection Bulle noire.
  1. Pour l'amour de Joan (1999)
  2. Où es-tu Kewin ? (2000)
  3. Meurtres en réseau (2002)
  4. La Grande Conspiration (2003)
  5. La Secte (2004)

- série Dédales, scénario de Christian Godard, chez Glénat Collection Grafica.
  1. Le manuscrit (2007)
  2. Loin devant, jamais (2009)

- série La Compagnie des glaces, Cycle Cabaret Miki, tome 4 Big Tube

- Le Sortilège des Rhûnes, scénario de Serge Pradier, Albin Michel :
  1. Phoé, 2001[3]
  2. Etus, 2003

- L'Epée noire de Pentaskel, scénario en collaboration avec Serge Pradier (sous le nom commun de Myrrdyn's), dessin de Jean-François Martinez chez Albin Michel
- Résistances
- Vivre libre ou mourir
- Mythologias écrit par Serge Pradier chez Zenda en 1993
- Zeugme P&T Production

- Série : Charles de Gaulle
- 1 1916 - 1921 : Le prisonnier, Bamboo, coll. Grand Angle,  (ISBN 978-2-8189-3404-3), août 2015
Scénario : Jean-Yves Le Naour - Dessin : Claude Plumail - Couleurs : Albertine Ralenti
- 2 1939 - 1940 : L'homme qui a dit non, Bamboo, coll. Grand Angle,  (ISBN 978-2-8189-4002-0), août 2016
Scénario : Jean-Yves Le Naour - Dessin : Claude Plumail - Couleurs : Albertine Ralenti
- 3 1944 - 1945 : L'heure de vérité , Bamboo, coll. Grand Angle,  (ISBN 978-2-8189-4268-0), août 2017
Scénario : Jean-Yves Le Naour - Dessin : Claude Plumail - Couleurs : Sébastien Bouët
- 4 1958-1968 : Joli mois de mai , Bamboo, coll. Grand Angle,  (ISBN 978-2-8189-4500-1), mai 2018
Scénario : Jean-Yves Le Naour - Dessin : Claude Plumail - Couleurs : Sébastien Bouët

## Animation
- Bambou Bears, dessin animé pour l'agence Story, destiné à France Télévision : il en réalise des décors